# 보스 키
보스 키(boss key) 또는 보스 버튼(boss button)은 PC 게임이나 기타 프로그램에서 프로그램을 빠르게 숨기기 위해 사용되는 특수 키보드 단축키로, 일반 생산성 프로그램(예: 스프레드시트 응용 프로그램)처럼 보이는 특수 화면을 표시할 수도 있다. 최초의 구현 중 하나는 BASIC으로 작성되고 1982년부터 1985년까지 원래 IBM AT 및 XT 컴퓨터와 함께 판매된 엔터테인먼트 및 일반 관심 프로그램 모음인 프렌들리웨어(Friendlyware)였다. 활성화되면(F10을 눌러) 일반 " 생산성"(Productivity) 및 "시간"(Time) 레이블이 표시되었다. F10을 다시 누르면 프렌들리웨어 응용 프로그램으로 돌아간다.

## PC 게임에서
보스 키의 명목상의 목적은 직원이 실제로 게임을 하거나 업무와 관련 없는 작업을 위해 인터넷을 사용할 때 상사와 동료에게 업무를 수행하고 있는 것처럼 보이도록 하는 것이다. 이는 개인용 컴퓨터를 위한 초기 컴퓨터 게임에서 매우 일반적인 기능이었다. 당시 사람들은 종종 집에 컴퓨터가 없었고 직장에서 노는 것이 유일한 선택이었기 때문이다. 대부분의 보스 키는 더미 도스 프롬프트를 표시하는 데 사용되었다. 최신 멀티태스킹 운영 체제가 발전함에 따라 사용이 다소 줄어들었다. 그러나 일부 프로그램은 인스턴트 메시징 클라이언트나 추가 기능, MComix와 같은 만화책 뷰어와 같은 주요 기능을 여전히 유지한다.
보스 키는 사우스웨스턴 데이터 시스템즈(Southwestern Data Systems)에서 출시한 애플 II 게임 "Bezare"에서 처음 사용되었다.

### 마이크로소프트의 구현
1993년에 마이크로소프트는 보스 버튼이 키보드의 왼쪽 상단에 있는 ESC 키인 5팩 게임 컬렉션을 출시했다. 이와 대조적으로 CTRL 키와 문자 "B"를 사용하는 두 개의 키를 사용하는 것과는 대조적이다. 또한 윈도우의 강력한 기능을 보여주기 위해 전체 화면을 채울 수도 있고 일부만 채울 수도 있다.

## 대중문화 속에서
보스 버튼은 시청자가 모든 경기를 시청할 수 있는 마치 매드니스(March Madness)의 2005년 NCAA 남자 농구 토너먼트 웹사이트 이후 모든 NCAA 토너먼트에 등장했다.